# Arhipelagul Senkaku
Arhipelagul Senkaku (尖閣諸島 Senkaku-shotō?, variante: Senkaku-guntō și Senkaku-rettō), cunoscut în chineză ca Arhipelagul Diaoyu (chineză: 钓鱼岛及其附属岛屿; pinyin: Diàoyúdǎo jí qí fùshǔ dǎoyǔ; sau pur și simplu 钓鱼岛) în Republica Populară Chineză sau Insulele Tiaoyutai (chineză: 釣魚台列嶼; pinyin: Diàoyútái liè yǔ) în Taiwan, este un grup de insule nelocuite din Marea Chinei de Est controlate de Japonia, dar revendicate și de China și Taiwan.

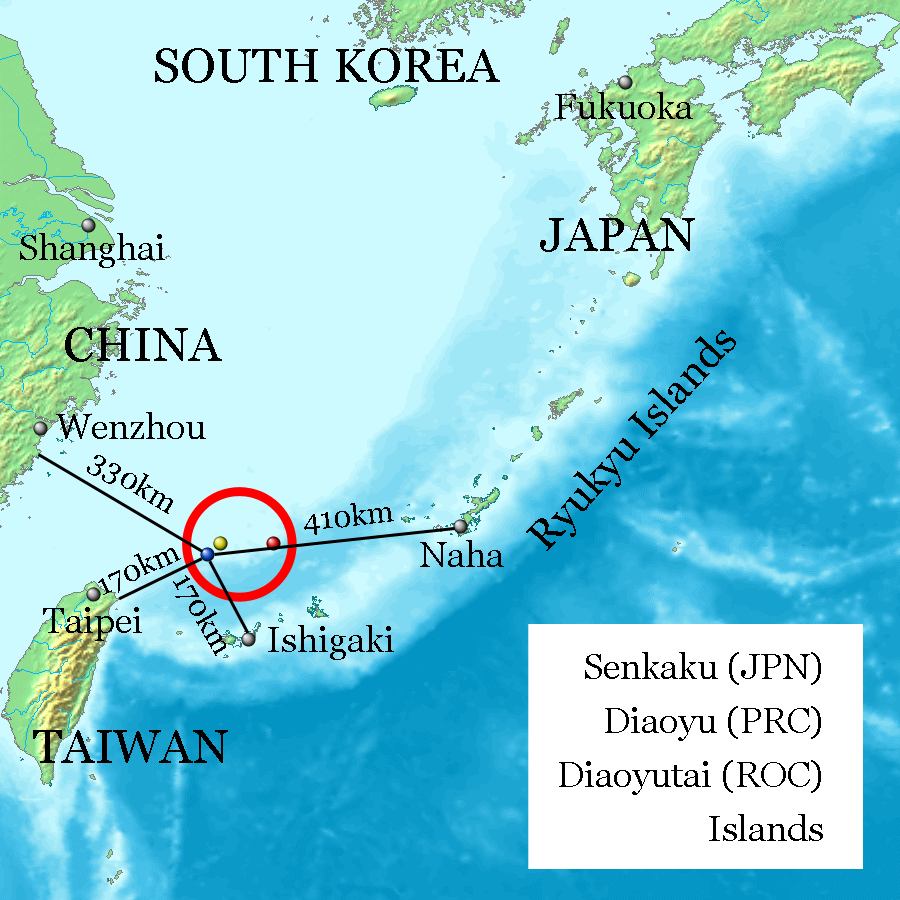

După ce în 1968 s-a descoperit că s-ar putea găsi țiței sub fundul mării din jurul arhipelagului, suveranitatea Japoniei asupra lor a fost disputată de către China și Taiwan ca urmare a transferului administrativ de la americani la japonezi în 1971. Chinezii spun că au descoperit și stăpânit arhipelagul din secolul al XIV-lea. Japonia a administrat arhipelagul din 1895 până când a capitulat la sfârșitul celui de-al Doilea Război Mondial.  SUA le-a administrat ca parte a inselelor Ryukyu din 1945 până în 1972, când insulele au fost retrocedate Japoniei odată cu insulele Okinawa.

## Istoric

### Istoria timpurie
Primele menționări sunt din secolul al XIV-lea. Erau numite Diaoyu în cărți precum Voiaj cu vânt prielnic (chineză simplificată: 顺风相送; chineză tradițională: 順風相送; pinyin: Shùnfēng Xiāngsòng) (1403)  și Însemnări privind vizita familiei imperiale la Ryūkyū (chineză simplificată: 使琉球录; chineză tradițională: 使琉球錄; pinyin: Shĭ Liúqiú Lù) (1534). Incluse în Harta Imperială Chineză a Dinastiei Ming, numele chinezesc al arhipelagului (Diaoyu) și numele japonez al insulei principale (Uotsuri) înseamnă ambele "pescuit".
Prima descriere a insulelor în Europa a fost într-o carte publicată de Isaac Titsingh în 1796. Biblioteca sa de cărți japoneze includea Sangoku Tsūran Zusetsu (三国通覧図説 O descriere ilustrată a trei țări?) de Hayashi Shihei. Textul, publicat în Japonia în 1785, descrie Regatul Ryūkyū. În 1832 a fost publicată o traducere prescurtată a traducerii în franceză a lui Titsingh.
În anii 1870 și 1880, marina britanică folosea numele Pinnacle Islands pentru cele trei roci din apropierea insulei Uotsuri/Diaoyu Dao (numită Hoa-pin-su, 和平屿, "Peace Island"); Kuba-jima/Huangwei Yu (numită Ti-a-usu) și Taishō-jima/Chiwei Yu. Numele englez "Pinnacle Islands" este folosit de unii echivalent cu numele "Senkaku" sau "Diaoyu".

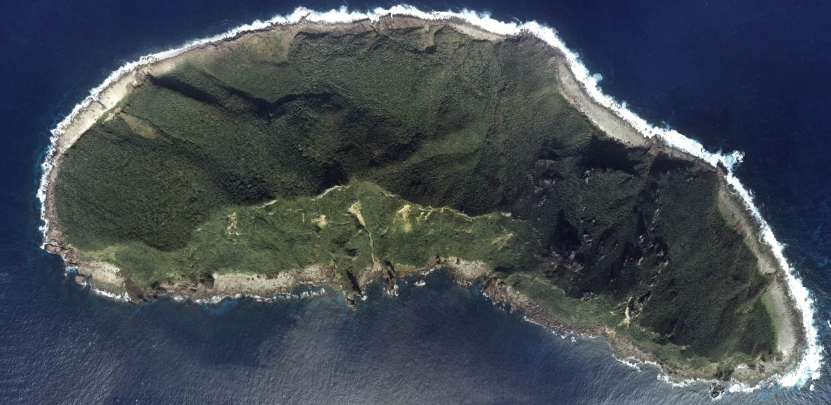
Insulița Uotsuri

Numele colectiv "Senkaku" pentru întregul arhipelag a început odată cu controversa din anii 1970.

### Sub control american și japonez

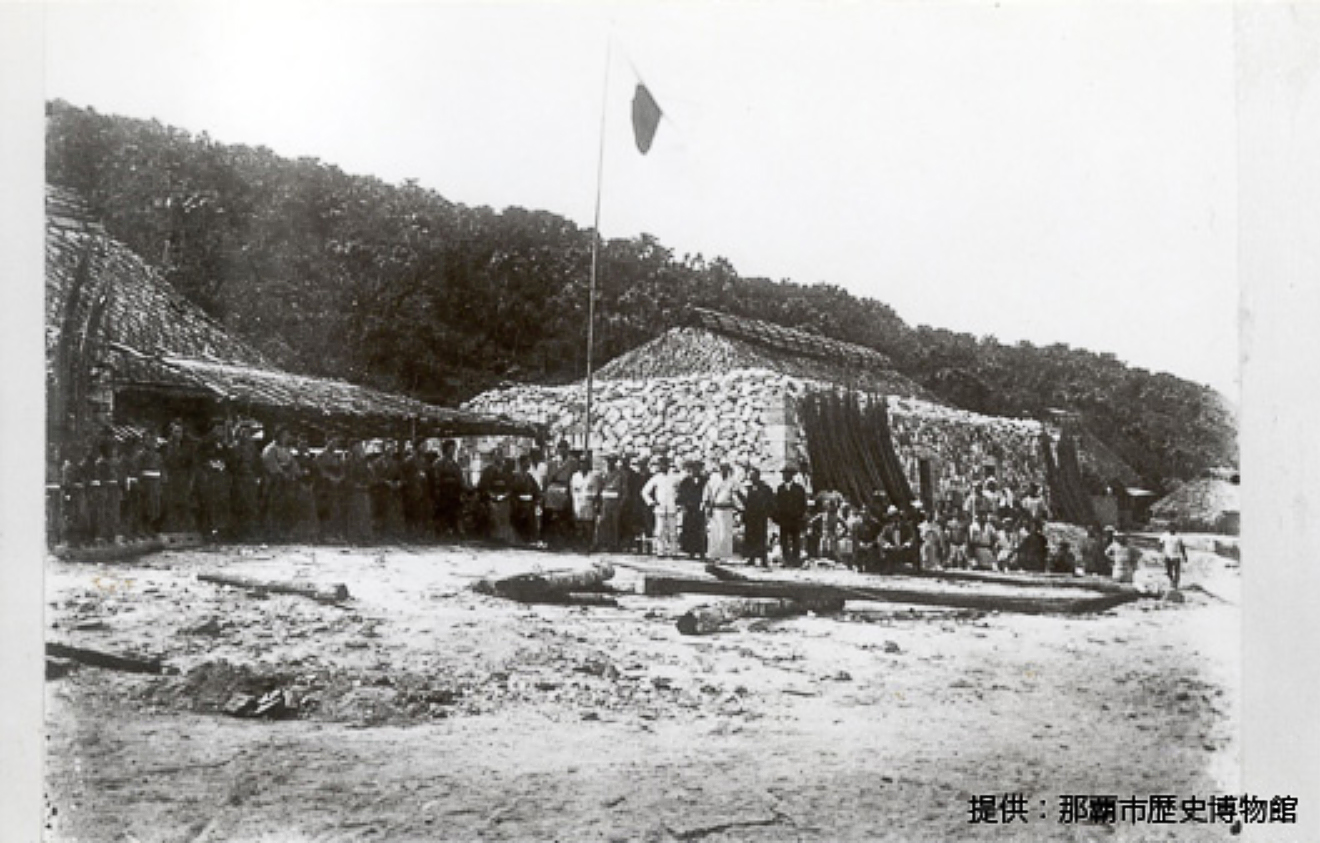
Muncitori japonezi la o fabrică de prelucrare a peștelui de pe insulița Uotsuri cca 1910

Guvernul japonez a anexat formal insulele la data de 14 ianuarie 1895. În jurul anului 1900 omul de afaceri japonez Koga Tatsushirō (古賀 辰四郎?) a construit o fabrică de prelucrare a peștelui cu 200 de muncitori. Fabrica nu a mai era rentabilă în 1940 și de atunci insulele sunt nelocuite. În anii 1970, fiul lui Tatsushirō Koga Zenji și Hanako au vândut patru dintre insule familiei Kurihara din Prefectura Saitama. Lui Kunioki Kurihara îi aparținea Uotsuri, Kita-Kojima și Minami-Kojima. Sorei lui Kunioki îi aparține Kuba.
În 1979 o delegație oficială japoneză alcătuită din 50 de oameni de știință, funcționari guvernamentali de la ministerele de externe și al transportului etc. și Hiroyuki Kurihara au vizitat insulele și au stat pe insula Uotsuri timp de cca 4 săptămâni. Delegația a studiat ecosistemul local, găsinf cârtițe și oi, au studiat mediul marin etc.
Între 2002 și 2012 Ministerul Afacerilor Interne din Japonia a plătit familie Kurihara 25 milioane de yeni anual pentru închirierea insulelor Uotsuri, Minami-Kojima și Kita-Kojima. Ministerul Apărării Naționale al Japoniei închiriază insula Kuba. Kuba este folosită de către forțele militare americane ca loc de exersare a bombardamentelor din avion.
La data de 17 decembrie 2010 municipalitatea Ishigaki, de care aparține arhipelagul din punct de vedere administrativ,  a declarat 14 ianuarie ca "Ziua Cercetașilor" pentru comemorarea anexării din 1895. China a condemnat acțiunea. În 2012 atât municipalitatea Tokio cât și guvernul japonez au anunțat că vor să cunpere insulele Uotsuri, Kita-Kojima și Minami-Kojima de la familia Kurihara.
La 11 septembrie 2012 guvernul japonez a cunpărat insulele Minamikojima, Kitakojima și Uotsuri de la familia Kurihara cu suma de 2,05 miliarde de yeni.  China's Foreign Ministry objected saying Beijing would not "sit back and watch its territorial sovereignty violated."

## Geografie

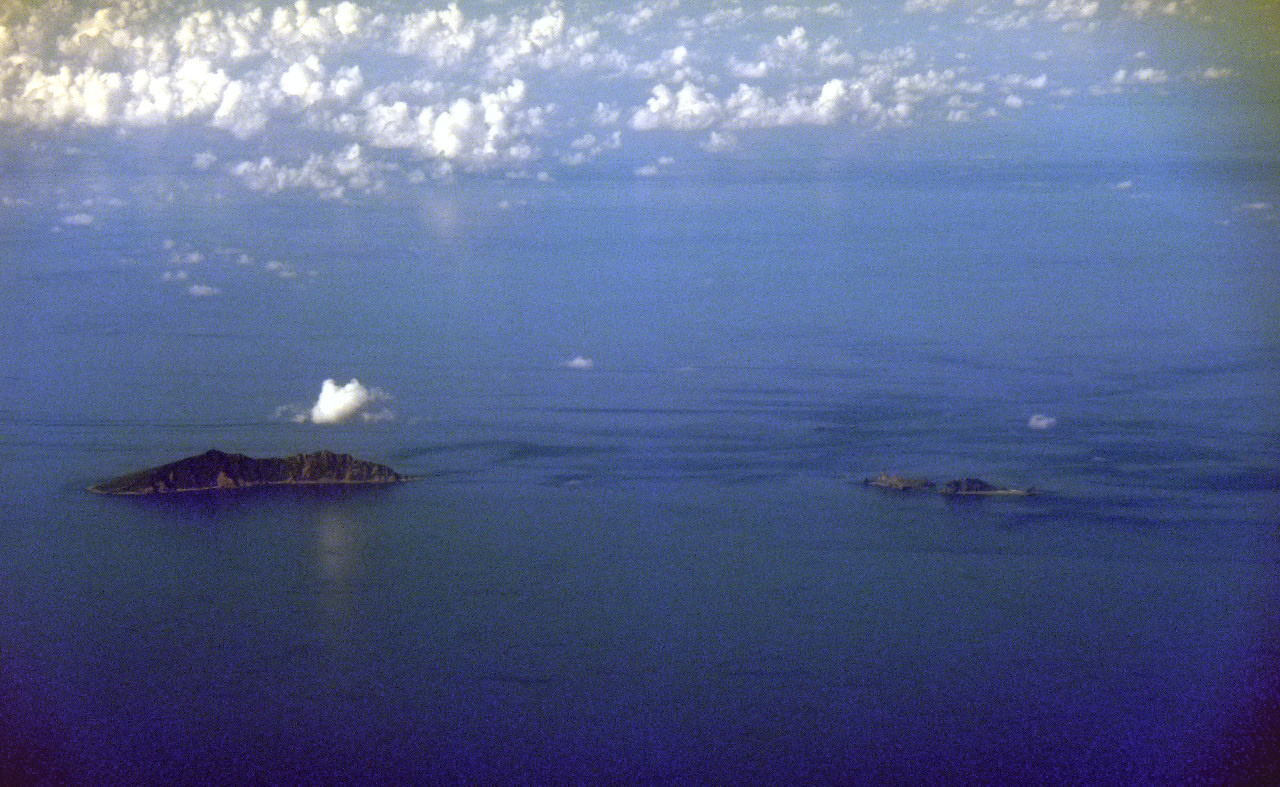
Insulița Uotsuri (stânga), Kita-Kojima și Minami-Kojima (dreapta)

Arhipelagul constă din cinci insulițe nelocuite și trei roci fără vegetație.
Distanțele de alte insule:
- la 140 km est de  Insulița Pengjia, Taiwan [19]
- la 170 km nord de Insula Ishigaki, Japonia
- la 186 km nordest de Keelung, Taiwan
- la 410 km vest de Okinawa, Japonia

| Nr. | Numele japonez               | Numele chinez                  | Coordonate                            | Areal (km2) | Cel mai înalt punct (m) |
| --- | ---------------------------- | ------------------------------ | ------------------------------------- | ----------- | ----------------------- |
| 1   | Uotsuri-shima (魚釣島)       | Diaoyu Dao (釣魚島)            | 25°46′N 123°31′E / 25.767°N 123.517°E | 4,32        | 383                     |
| 2   | Taishō-tō (大正島)           | Chiwei Yu (赤尾嶼)             | 25°55′N 124°34′E / 25.917°N 124.567°E | 0,0609      | 75                      |
| 3   | Kuba-shima (久場島)          | Huangwei Yu (黃尾嶼)           | 25°56′N 123°41′E / 25.933°N 123.683°E | 1,08        | 117                     |
| 4   | Kita-Ko-jima (北小島)        | Bei Xiaodao(北小島)            | 25°45′N 123°36′E / 25.750°N 123.600°E | 0,3267      | 135                     |
| 5   | Minami-Ko-jima (南小島)      | Nan Xiaodao(南小島)            | 25°45′N 123°36′E / 25.750°N 123.600°E | 0,4592      | 149                     |
| 6   | Oki-no-Kita-iwa (沖ノ北岩)   | Da Bei Xiaodao(大北小島/北岩)  | 25°49′N 123°36′E / 25.817°N 123.600°E | 0,0183      | nominal                 |
| 7   | Oki-no-Minami-iwa (沖ノ南岩) | Da Nan Xiaodao (大南小島/南岩) | 25°47′N 123°37′E / 25.783°N 123.617°E | 0,0048      | nominal                 |
| 8   | Tobise (飛瀬?)               | Fei Jiao Yan (飛礁岩/飛岩)     | 25°45′N 123°33′E / 25.750°N 123.550°E | 0,0008      | nominal                 |

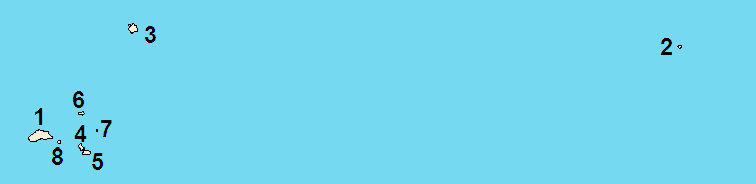

Adâncimea mării din jurul insulelor este de cca 100–150 m, cu excepția sinclinalului Okinawa la sud.